# Diecezja Rafaela
Diecezja Rafaela (łac. Dioecesis Raphaëliensis) – diecezja Kościoła rzymskokatolickiego w Argentynie. Należy do metropolii Santa Fe.

## Historia
10 kwietnia 1961 roku papież Jan XXIII bullą Cum venerábilis erygował diecezję Rafaela. Dotychczas wierni z tym terenów należeli do archidiecezji Santa Fe oraz diecezji Reconquista.

## Ordynariusze
- Vicente Faustino Zazpe (1961 - 1968)
- Antonio Alfredo Brasca (1968 - 1976)
- Jorge Casaretto (1976 - 1983)
- Héctor Gabino Romero (1984 - 1999)
- Carlos María Franzini (2000 - 2012)
- Luis Alberto Fernández (2013-2022)
- Pedro Javier Torres (od 2022)